# Ann Forstén
Ann-Marie Alice Forstén (* 22. April 1939 in Helsinki; † 28. März 2002 in Helsinki) war eine finnische Paläontologin. Forstén war eine führende Expertin für fossile Pferde, die sich hauptsächlich mit der Evolution und Systematik von Pferden befasste. In späteren Arbeiten untersuchte Forstén auch die Geschichte der finnischen Säugetiere und die Verwendung der Tiere in prähistorischen Zeiten.
Forstén verteidigte 1968 ihre Dissertation über das ausgestorbene eurasische Hipparion-Pferd. Sie arbeitete im Zoo der Universität Helsinki und war ab 1990 Abteilungsleiterin und Professorin am Naturhistorischen Museum Helsinki, das Teil der Universität ist.
1989 erhielt Forstén den Großen Preis (Stora priset) der Oskar-Öflund-Stiftung, eine Auszeichnung für den wissenschaftlichen Nachwuchs.